# 维利亚 (市级镇)
维利亚（羅馬化：Vilya）是俄罗斯下诺夫哥罗德州的市级镇，属州辖市维克萨市，地处下诺夫哥罗德州西南部，位于维克萨东南、州府下诺夫哥罗德西南方，西距下诺夫哥罗德州与弗拉基米尔州州界约15公里。镇南部有一同名池塘。
该地2021年人口有3,601人；2010年人口3,344；2002年人口3,395；1989年人口3,821。